# Champignon médicinal

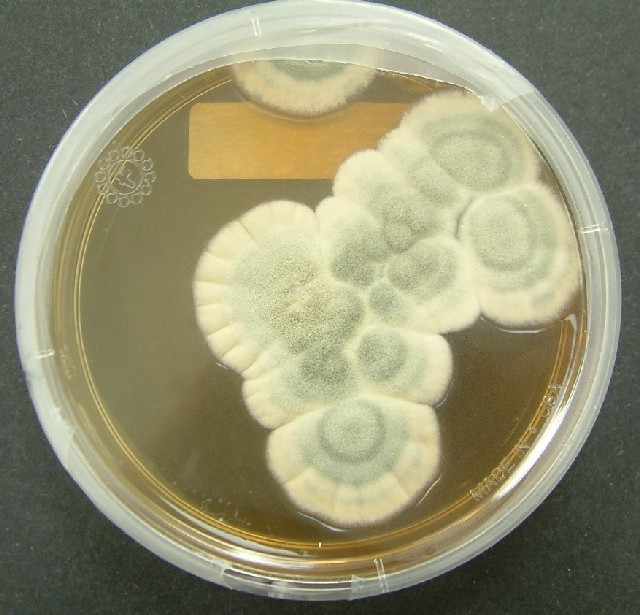
Culture de Penicillium notatum, moisissure productrice de la pénicilline.

Les champignons médicinaux sont, parmi les espèces de Fungi, des champignons qui produisent des métabolites ayant des propriétés thérapeutiques significatives ou bien qui peuvent être utilisés pour produire ces composés organiques intermédiaires par les méthodes de la biotechnologie. La gamme des composés actifs sur le plan médical qui ont été identifiés comprend des antibiotiques, des médicaments anti-cancer, des inhibiteurs du cholestérol, des substances psychotropes, des médicaments immunosuppresseurs et même des antifongiques. Après les premières découvertes centrées sur des moisissures simples, du type de celles qui dégradent les aliments, des travaux ont identifié des composés utiles chez de nombreuses espèces de champignons.

## Aspects historiques
La mycothérapie, également appelée phytothérapie non verte, a été exploitée depuis bien longtemps, probablement depuis la préhistoire. La découverte en 1991 d'Ötzi révèle que cet homme préhistorique transportait dans son sac des polypores du bouleau, probablement à usage médicinal (consommés pour ses propriétés antibiotiques, vermifuges et vulnéraires). Cependant, ce ne fut qu’au XXe siècle que les scientifiques ont commencé à s’intéresser à cette science, notamment à la suite de la découverte de la pénicilline par Alexander Fleming en 1928. Avant l’identification de cette substance, les scientifiques avaient observé une inhibition de la croissance des bactéries en présence du champignon du genre Penicillium sans pouvoir en déterminer la cause. Fleming a été le premier à isoler la pénicilline et à promouvoir sa découverte a plus grande échelle. Depuis, plusieurs études ont été faites, de nouveaux effets thérapeutiques découverts.

## Champignons
Les champignons, également appelés Fungi, sont des êtres-vivants appartenant au domaine des eucaryotes. Ils peuvent être uni ou pluricellulaires. Ils sont différents des bactéries, procaryotes qui ne possèdent pas de noyau, et des végétaux, eucaryotes possédant une vacuole et de la chlorophylle.
Le règne des Fungi est divisé en quatre classes en fonction de leurs modes de reproduction, ainsi que la forme et la structure du sporangia. On distingue ainsi les Chytridiomycètes, soit les Zygomycètes, des Ascomycètes ou des Basidiomycètes.

### Exemples de champignons médicinaux

#### Ganoderma lucidum
C’est l’un des champignons médicinaux les plus connus et exploités. Utilisé par les chinois depuis 2000 ans, Il est reconnu pour :
- Stimuler l’appétit
- Calmant pour les nerfs
- Relaxant (remède contre l’insomnie)
- Capter les toxines (problèmes de foie)[7]

#### Grifola frondosa
Egalement découvert en Asie, ce champignon renforce l’activité des cellules immunitaire face à des cellules cancéreuses. Il pourrait également réduire le taux de cholestérol et de triglycérides, améliorer la tension et faciliter la perte de poids.

#### Lentinus edodes
Ce champignon est cultivé au Japon et en Chine depuis plus d’un millénaire. Son activité anti-tumorale est sa vertu la plus exploitée. Il est surtout bénéfique sous forme crue.

#### Flammulina velutipes
Ce champignon est également associé à une amélioration du système immunitaire face à un cancer.

#### Agaricus blazei
Ce champignon decouvert en 1960 au brésil possède aussi des propriétés anti-cancer.

## Applications
Un total de 126 effets thérapeutiques ont été recensés chez les champignons médicinaux dont 700 espèces possèdent des propriétés pharmaceutiques intéressantes.
L'industrie réalise un chiffre d'affaires de plus d'un milliard de dollars par an sur la base d'une trentaine de champignons médicinaux.